# Волиця (Кременецький район)
Во́лиця — село в Україні, у Лопушненській сільській громаді Кременецького району Тернопільської області. Розташоване на річці Горинь, на півдні району. До 2015 підпорядковане Великогорянській сільській раді.
Від вересня 2015 року ввійшло у склад Лопушненської сільської громади.
Населення — 148 осіб (2001).

## Історія
Перша писемна згадка — 1570, згідно з поборовим реєстром Кременецького повіту.
На 1936 рік село входило до ґміни Старий Олексинець Кременецького повіту.
12 червня 2020 року, відповідно до розпорядження Кабінету Міністрів України № 724-р «Про визначення адміністративних центрів та затвердження територій територіальних громад Тернопільської області», увійшло до складу Лопушненської сільської громади.
19 липня 2020 року, в результаті адміністративно-територіальної реформи та ліквідації Кременецького (1940-2020) району, село увійшло до складу новоутвореного Кременецького району.

## Населення
За даними перепису населення 2001 року мовний склад населення села був таким:
| Мова       | Число осіб | Відсоток |
| ---------- | ---------- | -------- |
| українська |            | 99,32    |
| молдовська |            | 0,68     |

## Галерея

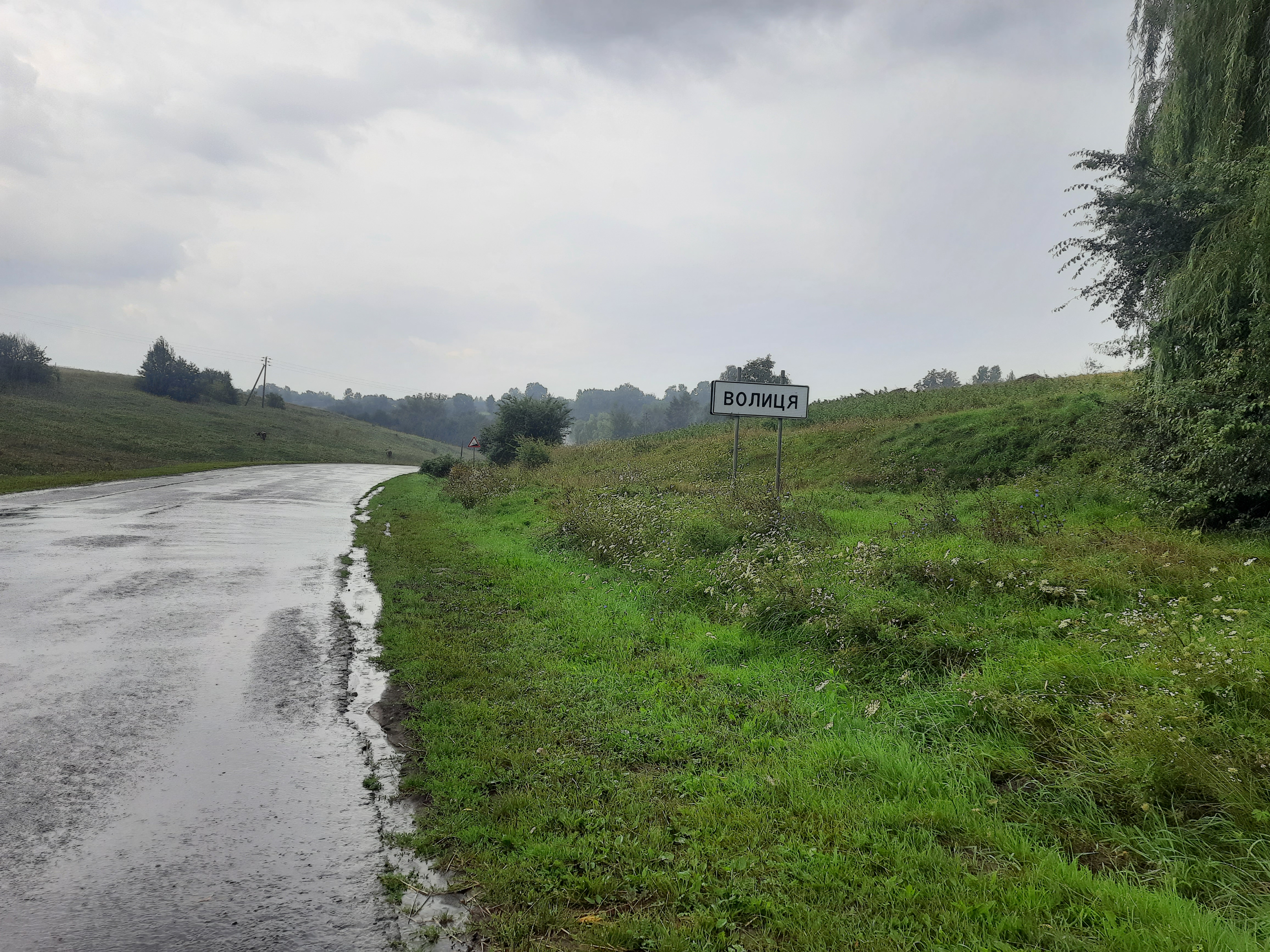
Дорожній знак при в'їзді в село
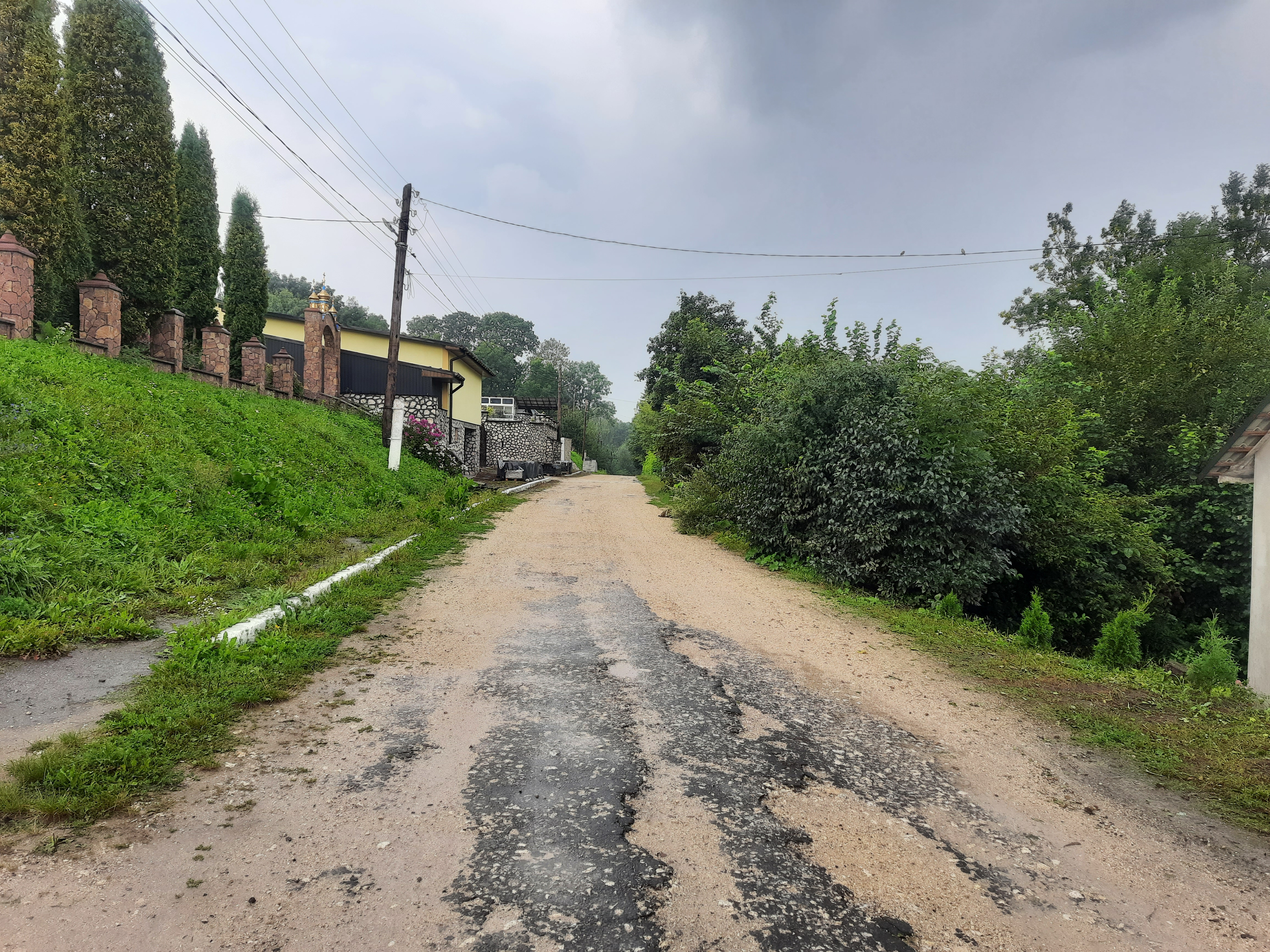
Сільська вулиця